# Palásthy Dávid
Palásthy Dávid (Vác, 1990. május 10. –) magyar labdarúgó, jelenleg a Vác FC kapusa.

## Pályafutása
2013. február 20-án féléves szerződést írt alá az Egri FC csapatával.

## Fordítás
Ez a szócikk részben vagy egészben  a   Dávid Palásthy című angol Wikipédia-szócikk ezen változatának fordításán alapul.  Az eredeti cikk szerkesztőit annak laptörténete sorolja fel. Ez a jelzés csupán a megfogalmazás eredetét és a szerzői jogokat jelzi, nem szolgál a cikkben szereplő információk forrásmegjelöléseként.